# 始祖高䲁
始祖高䲁（學名：Hypsoblennius proteus），為輻鰭魚綱鳚形目䲁科高䲁屬的一種，被IUCN列為易危保育類動物，分布於中太平洋東部雷維拉吉哥多群島海域，深度0至5公尺，本魚體延長形，稍側扁，頭鈍短，頭頂無冠膜，鼻孔有細長的捲毛，眼睛上方有2對細長的觸鬚，頸背無觸鬚，牙齒尖端鈍而扁平，單排，不能移動，兩側頜骨上均無後犬齒，頭至深體呈橄欖色，一條帶有藍色圓點、藍白邊框的橙色條紋從眼睛向下向後傾斜，眼睛後方有藍黑色斑點至半月形，由密集的點組成的橙色條紋從眼睛向外輻射，眼卷鬚橙色，虹膜橙色，有時內側有藍白色環，身體上方為淺橄欖色至肉色，腹部有黑色，身體上部1/2處和尾基部有5道深紅褐色至黑色條紋，中間有不規則的斑點，沿著中腹的一系列白線和斑點；胸鰭基部有藍白色橫帶，膜透明，鰭條為棕色至黑色，背部淺橄欖綠色，黑色，刺狀部分較密集，臀瓣橄欖色，有時具白色邊緣，尾部為橄欖色，尾緣逐漸變淡至清亮的橄欖色，背鰭硬棘11-12枚、背鰭軟條12-13枚、臀鰭硬棘2枚，臀鰭軟條14-15枚，體長可達2.6公分，棲息在沿海岩石區，因聖嬰現象海水溫度上升，導致族群數量下降，雌魚產附著性卵，雄魚有護卵行為，生活習性不明。